# Rasbora hobelmani
Rasbora hobelmani és una espècie de peix cipriniforme de la família dels ciprínids.

## Morfologia
Els mascles poden assolir els 6 cm de longitud total.

## Distribució geogràfica
Es troba a l'est de Myanmar, nord de Tailàndia i la conca del riu Mekong.